# 1980 في نيجيريا
فيما يلي قوائم الأحداث التي وقعت خلال عام 1980 في نيجيريا.

## رياضة
- 22 مارس – نهائي كأس الأمم الأفريقية 1980 الفائز منتخب نيجيريا لكرة القدم.

## مواليد

### يناير
- 1 يناير – تولولا أوني
- 1 يناير – فلورنس أوزور ناشطة نسوية وسيدة أعمال نيجيرية.

### فبراير
- 14 فبراير – هنري إسحاق لاعب كرة قدم ألماني.

### مارس
- 9 مارس – سانداي روتيمي لاعب كرة قدم نيجيري.

### أبريل
- 1 أبريل – إهينومين إهيخامينور ملاكم نيجيري.
- 11 أبريل – فيستوس بيز لاعب كرة قدم نيجيري.
- 18 أبريل – رابيو أفولابي لاعب كرة قدم نيجيري.

### مايو
- 30 مايو – سوزان بيترز ممثلة نيجيرية.

### يونيو
- 12 يونيو – محمد عثمان لاعب كرة قدم نيجيري.
- 30 يونيو – سيي جورج أولوفينجانا لاعب كرة قدم نيجيري.

### يوليو
- 11 يوليو – بيوس إيكيديا لاعب كرة قدم نيجيري.
- 15 يوليو – بوب أوسيم لاعب كرة قدم نيجيري.
- 15 يوليو – توسين دوسنمو لاعب كرة قدم نيجيري.
- 21 يوليو – إفياني أوديزي لاعب كرة قدم نيجيري.

### سبتمبر
- 2 سبتمبر – داني شيتو لاعب كرة قدم نيجيري.
- 6 سبتمبر – جوزيف يوبو لاعب كرة قدم نيجيري.
- 6 سبتمبر – صامويل بيتر ملاكم نيجيري.

### نوفمبر
- 17 نوفمبر – سيي أولاجنيغبيسي لاعب كرة قدم نيجيري.

### ديسمبر
- 22 ديسمبر – أبيودن كويا مغنية أوبرا نيجيرية.

## وفيات

### يناير
- 1 يناير – إبراهيم إمام (مواليد 1916) سياسي نيجيري.